# Alpine A108
Alpine A108 byl sportovní automobil francouzské automobilky Alpine, který se vyráběl v letech 1960 až 1962. celkem bylo vyrobeno 236 vozů. Nahradil typ A106 a vystřídal jej model A110.
Oproti předchůdci používal nový technický základ. Ten tentokrát pocházel z vozu Renault Dauphine. Z tohoto typu přebrala Alpine i motor. Jednalo se o čtyřválec o objemu 845 cm³ a výkonu v rozmezí 22,8 až 50 kW. Vůz byl nabízen jako dvoudveřové kupé nebo kabriolet.